# 蟹工船
《蟹工船》是日本作家小林多喜二於1929年發表在全日本無產者藝術連盟的機關刊物《戰旗》雜誌上的小說。被認為是無產階級主義文學的代表作，在國際上的評價亦甚高，被翻譯成多種語言出版。
小说的创作灵感源于1926年4月26日死伤惨重的「秩父号船难」事件。該小說的特點是沒有特定的主角，以描寫被過份勞役而貧窮的勞動者們為對象，作品中的蟹工船「博光丸」是參考以醫院船改裝為蟹工船的博愛丸上之現實情況來作為描寫。

## 概要
故事的舞台是在堪察加海域捕蟹，然後將蟹加工為罐頭的蟹工船「博光丸」。那是一個以廉價薪金勞役著來自各地離鄉工作的勞動者，在海上生產貴價蟹罐頭的封閉空間，而他們的勞動成果，不但被當作高價產品獲取暴利，而且還被蟹工船所屬大公司的資本家們不當地搾壓。
沒同情心的監工淺川並不把勞動者當人看待，還以「懲罰」為名用暴力虐待勞動者，或使他們過勞、患病（腳氣病）而紛紛倒下。最初雖然也有認為沒有辦法而放棄或者慣於現狀的人，但最終勞動者們還是下定決心，為求得到作為人應有的待遇而團結起來罷工抗爭。
然而，經營者方面淺川等人不允許發生此事，讓海軍介入並捉拿起事者。勞動者覺醒到他們相信著會守護國民的軍隊卻竟是捍衛資本家，於是再一次團結起來與他們鬥爭。

## 再受注目
在作者死後75年的2008年，新潮文庫 (新潮社)出版的《蟹工船‧黨生活者》在舊書中罕有地以往年的100倍銷量在上半期增刷發售達40萬本。5月2日的讀賣新聞夕刊中刊載。讀者層面廣，尤受年輕讀者歡迎。每日新聞等亦討論到，近年日本共產黨黨員正增加中，是否有受到蟹工船等文學作品的影響。2008年的新語、流行語大賞中「蟹工船（爆紅）」被選入十大流行語。

## 書籍

### 原著
- 標題：
- 作者：小林多喜二
- 出版：新潮社
- ISBN 978-4-10-108401-5
- 本書包含兩篇小說。
- 另外由於著作權年限已過，現有四十多個不同出版社的版本，不一一列出。

### 簡體中文版
- 小林多喜二. . 楼适夷 译. 作家出版社. 1955.

- 小林多喜二. . 叶渭渠 译 第1版. 南京: 译林出版社. 2009年1月. ISBN 9787544707770.

### 繁體中文版
- 小林多喜二. . 管仁健 译. 文經社. ISBN 978-957-6635-49-6.
- 小林多喜二. . 高詹燦 译. 大牌出版社. ISBN 978-986-8896-94-9.

## 现实的蟹工船
每年到了夏季的捕鱼期，改造了货船的蟹工船和进行捕鱼的川崎船会离开北方海域，从3月开始为期半年左右的活动。蟹工船在没有捕鱼的时候是正常的货船，并不是有专用的船。因为蟹罐头作为向欧美出口的商品价值很高，所以从大正时代到昭和40年代有许多蟹工船航行。
1926年（大正15年）9月8日《函馆新闻》的报道中记载了“业主向渔夫支付工资时，最高2日元80钱，最低16钱，几乎脱离了常轨”。反过来，也有领取了充分的工资这样的证言。斋藤充功的《越狱王白鸟由荣的证言》中，白鸟由荣描述了在监狱时工作的蟹工船，他表示“这项工作很辛苦，但是一次航行是地面工资的三倍，在七分钱的时代，一箱黄金酒吧（Golden Bat，是日本烟草产业发售的纸卷烟品牌之一）要350日元，这可真是大值了”
虽然工资很高，但睡眠时间很短，必须在狭窄的渔船中度过几个月（接近监禁）。为此，由于紧张状态和过度劳累使得生活环境变得很糟糕，即使在陆地温厚的人物，也会被逼变成鬼的那样精神。蟹工船型的作业，二战后也继续操作。1970年代，由于200海里经济水域的设定，北洋渔业被废止。实际的蟹工船，被称为“北洋的监狱房间”、“监狱船”、“地狱船”、“海上章鱼籠”等。

## 漫畫版
- 東銀座出版社版最初以漫畫蟹工船為標題於2006年出版，後由講談社+α文庫更名劇畫「蟹工船」於2008年再版。作畫，企畫。東銀座出版社版：ISBN 978-4-89469-105-6，講談社+α文庫版：ISBN 978-4-06-281231-3。
  - 简体中文版：小林多喜二. . （日本）藤生刚 绘，秦刚、应杰 译 第1版. 北京: 人民文学出版社. 2009年7月. ISBN 9787020075973 （中文（中国大陆））.
- 同名漫畫作為EAST PRESS出版的系列之一，於2007年10月發售，ISBN 978-4-87257-836-2。與沒有特定主角以群像劇為特色的原作不同，是以一位叫森本的勞動者作為主角。
- 另一同名漫畫由新潮社的《週刊Comic Bunch》2008年38號（8月發售）至2008年10月連載，原惠一郎作畫。
- ，由寶島社文庫於2008年10月發售，作畫是，ISBN 978-4-7966-6663-3。

## 電影

### 1953年
山村聰主演並首次執導作品，於1953年上映。
- 製作：現代Production
- 導演、劇本：山村聰
- 音樂：伊福部昭
- 演員：出村聰、日高澄子、森雅之、森川信、中原早苗、花澤德衛

### 2009年
新電影版於2009年7月4日在日本上映。
- 導演、劇本：SABU
- 演員：松田龍平、西島秀俊等

## 註解
1. ↑  . YOMIURI ONLINE（読売新聞）. 2008-05-02  [2020-08-17]. （原始内容存档于2008-05-11）.
2. ↑  「蟹工船」一樣的現代　小林多喜二、死後75年 （页面存档备份，存于） （朝日新聞、於2008年2月14日）、現在，年輕人遭遇到「蟹工船」　不輸給貧困的堅強是魅力? （页面存档备份，存于） （朝日新聞、於2008年5月12日）、無產階級主義文學：名作《蟹工船》異例地暢銷 （每日新聞、於2008年5月14日）、【斷 佐佐木讓】蟹工船的延伸閱讀 （页面存档备份，存于） （產經新聞、於2008年5月25日）（日語）
3. ↑  共產黨：確保2萬新賞員　中央委總會計劃方針[永久]（每日新聞、於2008年7月13日）、共產黨、新賞員增加　全靠「蟹工船」「資本論」爆紅？ （页面存档备份，存于） （產經新聞、於2008年8月3日）（日語）
4. ↑  . www.jcp.or.jp.   [2020-08-17]. （原始内容存档于2021-01-16）.

## 外部連結
- 《蟹工船》：新字新假名 （页面存档备份，存于） （青空文庫）（日語）
- 小林多喜二：蟹工船（小说）（李思敬译）（简体中文）
- 《蟹工船》最新全译本（小林多喜二　译者：应杰 秦刚）（简体中文）
- 互联网电影数据库（IMDb）上《蟹工船》的资料（英文）